# Jekyll and Hyde
| Críticas profissionais | Críticas profissionais |
| Avaliações da crítica  | Avaliações da crítica  |
| Fonte                  | Avaliação              |
| ---------------------- | ---------------------- |
| allmusic               | [ 1 ]                  |
| Jesus Freak Hideout    | [ 2 ]                  |

Jekyll and Hyde é o vigésimo primeiro álbum de estúdio da banda Petra, lançado a 19 de Agosto de 2003.

## Conceito
O título do álbum é baseado no romance de Robert Louis Stevenson chamado "The Strange case of Dr. Jekyll and Mr. Hyde" (O Médico e o Monstro), que de acordo com Bob Hartman, "é um intrigante olhar a batalha interna entre o certo e o errado. É sobre a luta que se passa dentro de nós. É como quando Paulo disse: 'As coisas que eu quero fazer são as coisas que eu não fazer, e as coisas que eu não quero fazer são as coisas que eu faço'".
Jekyll and Hyde é o primeiro álbum com o novo baixista, Greg Bailey. Bailey participa no disco também como vocal de apoio, e ainda como compositor na música "Would'a, Should'a, Could'a". Com exclusão total de teclados na execução das músicas, "Jekyll and Hyde" é considerado o álbum mais pesado já gravado pela banda em toda sua carreira.
Curiosamente, uma composição de Bob Hartman chamada "It's a New Day" não chegou a ser lançada neste álbum e permanece inédita até hoje.
O disco atingiu o nº 22 do Top Christian Albums.

### Lançamento em Vinil
Em Julho de 2013, a gravadora Inpop Records anunciou nas redes sociais que irá relançar o álbum em uma edição exclusiva no formato LP. O mesmo não seria comercializado online, mas vendido apenas na turnê em comemoração aos 40 anos da banda.[carece de fontes?]

### Faixas
(Todas as músicas por Bob Hartman, exceto onde anotado).
1. "Jekyll & Hyde" - 3:04
2. "All About Who You Know" – 2:35
3. "Stand" – 3:19
4. "Would'a, Could'a, Should'a" (Bob Hartman e Greg Bailey) – 2:58
5. "Perfect World" – 3:13
6. "Test of Time" – 3:00
7. "I Will Seek You" – 2:34
8. "Life As We Know It" – 3:27
9. "Till Everything I Do" – 3:03
10. "Sacred Trust" – 3:52

### Créditos
- John Schlitt - Vocal
- Bob Hartman - Guitarra
- Greg Bailey - Vocal de apoio, baixo

### Músicos convidados
- Peter Furler - Bateria, Backing vocals
- Wade Jaynes - Baixo
- Phil Joel - Baixo, Backing vocals
- Jamie Rowe - Backing vocals